# Щелкун дубравный
Щелкун дубравный (лат. Lacon querceus) — вид щелкунов из подсемейства Agrypninae.

## Распространение
Дубравный щелкун встречается в Европе и островах Британии (лишь в Виндзорском лесу — Windsor Forest). На территории бывшего СССР этот вид населяет центральные районы европейской части.

## Описание
Взрослые жуки длиной 9—12 мм.

### Личинки
Вырезка каудального сегмента в два раза (и более) шире толщины урогомф. Пластинка назале не выражена. Зубцы назале не соединены общим хитинизированным соединением. Задняя лопасть лобной пластинки от середины к вершине клиновидно-заострена. На боках головы располагаются сильные ребровидные вздутия. Диск площадки каудального сегмента имеет беспорядочно разбросанные и короткие щетинки, выходящие из бугарковидных пор.

## Экология и местообитания
Личинка питается внутри мёртвой, гниющей древесины дубов (Quercus), главным образом личинки — хищники, и питаются куколками жука-грибоеда — грибоеда обыкновенного (Mycetophagus piceus).
Взрослые жуки активны в ночное время суток. Населяет широколиственные леса.

### Развитие
Личинка окукливается в конце лета и зимует в состоянии куколки.